# Allerheiligenkirche (Ludrová)

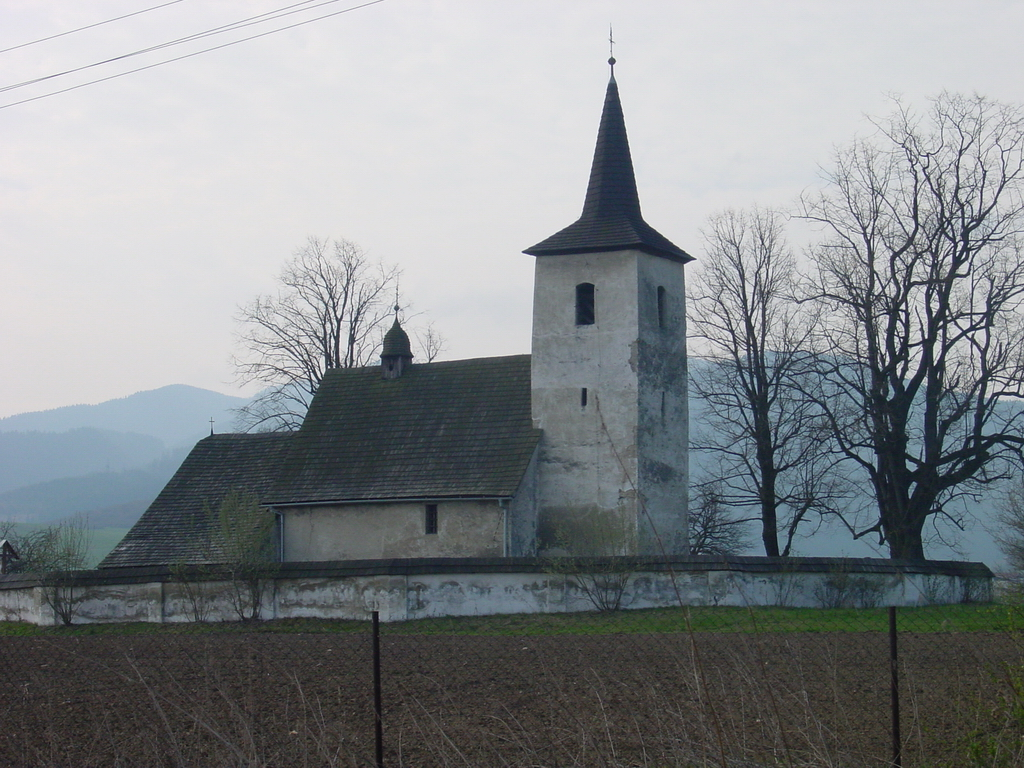
Allerheiligenkirche Ludrová

Die römisch-katholische Allerheiligenkirche (slowakisch Kostol všetkých svätých) in Ludrová, gut vier Kilometer von der Stadt Ružomberok (Rosenberg) entfernt, ist die älteste Kirche der Gemeinde und zugleich der Region Liptau.

## Datierung und Bauweise
Die Kirche ist wegen ihrer einzigartigen Innenausmalung ein bedeutendes Baudenkmal der Frühgotik in der heutigen Slowakei. Sie steht auf einem Hügel, etwa einen Kilometer von Ružomberok entfernt.
Da das genaue Alter der Kirche nicht ermittelt werden kann, schätzt man aus bestimmten architektonischen Besonderheiten (romanische Fenster im Altarraum), dass sie ungefähr im dritten Viertel des 13. Jahrhunderts erbaut wurde.
Die Kirche bestand ursprünglich aus einem geosteten quadratischen Hauptschiff mit massiven gotischen Kreuzrippengewölben nördlich der Sakristei. An der Wende vom 15. zum 16. Jahrhundert wurden ein Turm (im 17. Jahrhundert erweitert) und das südliche Kirchenschiff angebaut. Ein Lettner aus dem 17. Jahrhundert trennt den Altarraum vom Kirchenschiff.

## Fresken

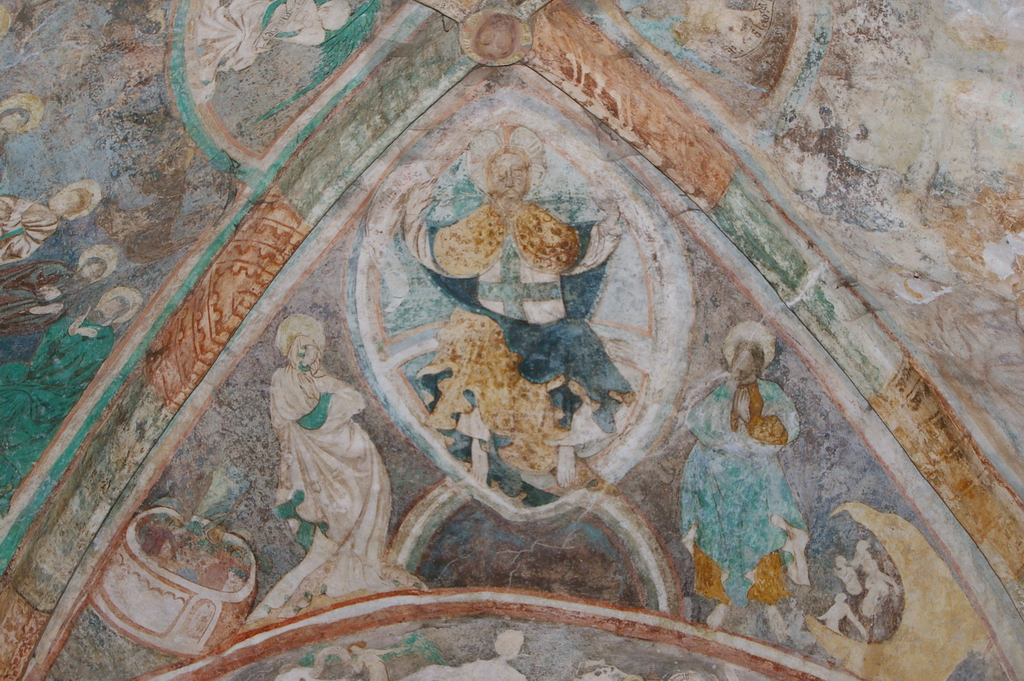
Jüngstes Gericht in der Apsis

Der seltenste und schönste Teil des Kirchenraumes sind die um 1420 von einem unbekannten Maler geschaffenen Fresken, von denen besonders die insgesamt 34 Szenen aus dem Leben Jesu bemerkenswert sind. Mit dieser Anzahl von Einzelbildern ist es der größte christologische Zyklus in der Slowakei.
Eines davon ist die Darstellung des Letzten Abendmahls, neben Matthäus-, Markus- und Lukasevangelium auch vom Johannes-Evangelium inspiriert. So zeigt es Christus, wie er den Aposteln die Füße wäscht.
Ein weiteres Fresko zeigt den erhängten Judas, was eine äußert seltene Darstellung ist. Die Kuppel wird vom Bild der Krönung der Jungfrau Maria und dem Jüngsten Gericht dominiert. Der spätgotische Altar mit der Darstellung der Krönung der Jungfrau Maria aus den Jahren 1510–1520 befindet sich heute im Liptauer Museum.
Im Schiff finden sich weitere Fresken, darunter ein Triptychon der Madonna, Johannes der Täufer aus den Jahren 1400–1410 sowie vier Weihekreuze, zwei weitere, jüngere Weihekreuze tragen scheinbar die Gemälde an der Innenwand des Triumphbogens.

## Außenanlagen
Auch am Äußeren und in der Nachbarschaft der Kirche finden sich bemerkenswerte Stücke, etwa eine mindestens 400-jährige Linde und der Rest eines Freskos des Hl. Christophorus an der östlichen Wand.
Eine interessante Legende ist mit dem Eingangsportal verknüpft, das mit vielen Kerben übersät ist: Sie sollen von Adligen mit ihren Schwertern dort hinterlassen worden sein, die, lokalem Brauche folgend, so dem Hausherrn ihre Ehre erwiesen hätten, in diesem Falle Gott. Die am besten sichtbare hinterließ angeblich der polnische König Jan III. Sobieski, als er im Jahr 1683 aus Wien zurückkehrte, wo er am Feldzug gegen die Türken beteiligt gewesen war.